# Afrocoelichneumon
Afrocoelichneumon är ett släkte av steklar. Afrocoelichneumon ingår i familjen brokparasitsteklar.
Kladogram enligt Catalogue of Life:
| Afrocoelichneumon | \| \| Afrocoelichneumon clavicornis \| \| \| \| \| \| Afrocoelichneumon cornelliger \| \| \| \| \| \| Afrocoelichneumon didymatus \| \| \| \| \| \| Afrocoelichneumon malagassus \| \| \| \| \| \| Afrocoelichneumon natalensis \| \| \| \| \| \| Afrocoelichneumon noerus \| \| \| \| \| \| Afrocoelichneumon scopulifer \| \| \| \| \| \| Afrocoelichneumon subflavus \| \| \| \| |
|                   | \| \| Afrocoelichneumon clavicornis \| \| \| \| \| \| Afrocoelichneumon cornelliger \| \| \| \| \| \| Afrocoelichneumon didymatus \| \| \| \| \| \| Afrocoelichneumon malagassus \| \| \| \| \| \| Afrocoelichneumon natalensis \| \| \| \| \| \| Afrocoelichneumon noerus \| \| \| \| \| \| Afrocoelichneumon scopulifer \| \| \| \| \| \| Afrocoelichneumon subflavus \| \| \| \| |
|                   | Afrocoelichneumon clavicornis |
|                   | |
|                   | Afrocoelichneumon cornelliger |
|                   | |
|                   | Afrocoelichneumon didymatus |
|                   | |
|                   | Afrocoelichneumon malagassus |
|                   | |
|                   | Afrocoelichneumon natalensis |
|                   | |
|                   | Afrocoelichneumon noerus |
|                   | |
|                   | Afrocoelichneumon scopulifer |
|                   | |
|                   | Afrocoelichneumon subflavus |
|                   | |